# James Williams
James Williams (n. 28 iulie 1878, Penarth⁠(d), Țara Galilor, Regatul Unit al Marii Britanii și Irlandei – d. 21 decembrie 1929, Cardiff, Țara Galilor, Regatul Unit) a fost un jucător de hochei pe iarbă ce a reprezentat Țara Galilor, medaliat olimpic. A participat la o ediție a Jocurilor Olimpice (1908) în care a câștigat o medalie de bronz.

## Participări
Lista de mai jos prezintă principalele competiții la care a participat James Williams de-a lungul carierei.
- Jocurile Olimpice de vară din 1908[1]